# 動物漫画
動物漫画（どうぶつまんが）は、日本における漫画のジャンルの一つで、人間以外の動物を主題にした漫画を指す事が多い。また、動物漫画であるか否かに明確な基準は無く、漫画作品や漫画家の宣伝文や話者の恣意的な分類として使用されることが多い。昆虫（虫）を題材とした動物漫画の場合は昆虫漫画（こんちゅうまんが）と称される。

## 概説
動物漫画は登場キャラクターとして、動物が重要な位置を占め、主題となっている漫画である。ただし、その在り方には様々なものがある。登場するのが全て動物である作品、人間が中心ではあるが、動物の出番が大きく、大事な役割をはたしている作品など、かなりの幅がある。
1958年（昭和33年）に刊行された『ジャングル大帝』第3巻の巻末で、手塚治虫は、動物漫画はおおよそ2つのパターンに分けられると分析している。1つは「デフォルメされて人間の姿でかかれるもの」、もう1つが「動物がそのままの姿であらわれるもの」である。また世界観においては、動物の世界を主軸に描く作品と、人間世界の中で動物との交流を描く作品とに大別されるとしている。前者の舞台設定では、動物たちが言葉を話し、そしてその言語は動物の種類（哺乳類、昆虫、魚など）を問わず共通であり意思疎通ができることが基本である。後者では、人間のペットや家畜として描かれるものと、主に幼児を対象とした作品に多く見られる人間と対等の友達として描かれるものがある。
動物漫画が最も盛んな国はアメリカである。「ミッキーマウス」などのディズニー作品は、1930年代（昭和初期）にトーキーによって世界に広まり動物漫画隆盛の中心的な役割を果たした。対してヨーロッパの動物漫画は長い歴史に裏打ちされた童話に近い作品が多く、楽天的な要素が強いアメリカの動物漫画と比べ、叙情詩的な味わいや人生批判を絡めたものが多いのが特徴である。日本の動物漫画は、古くは『鳥獣戯画』があるほか、戦前の『のらくろ』、戦後の『ジャングル大帝』『シートン動物記（白土三平）』などが広く知られている。しかしストーリー漫画の急速な成長とともに日本の動物漫画の描き手は減少していく。1970年代後半まで描き続けた代表的な漫画家は手塚治虫のみと言われるように、目立った作品はその後なかなか生まれることがなかった。1980年代になってようやく、少年漫画から異色の動物漫画『銀牙 -流れ星 銀-』、少女漫画から動物コメディー漫画の代表作『動物のお医者さん』が相次いで登場した。

## 作品

### 擬人化作品
二足歩行をし衣服を纏うなど人間と変わらぬ姿に擬人化された動物が登場する作品は、ディズニーなどの欧米作品に数多く存在する。日本では、古くは日本のストーリー漫画の始まりと言われる『鳥獣戯画』があるが、近代日本において動物漫画の開拓者となったのが田河水泡である。田河は欧米の「フィリックス」などのコミック・ストリップの影響を受けた動物漫画を数多く描いた。中でも代表作は1931年（昭和6年）に発表された『のらくろ』である。この作品では、擬人化された野良犬くろが軍隊に入隊して奮闘する姿を描いている。田河に影響された吉本三平（急逝後に芳賀まさおが引き継ぐ）が描いた『コグマノコロスケ』と並び、日本の戦前を代表する動物漫画である。
また主に幼児向けとなる絵本ふうの漫画にも、こうした擬人化された動物を主人公とする作品がみられる。小学館漫画賞の創成期には、第2回（1956年）にカバの男の子を主役に描いた『おやまのかばちゃん』、第5回（1959年）ではリスの女の子が主役の『こりすのぽっこ』など温厚な絵柄の幼児向け漫画が受賞している。

### 動物の姿そのままの作品

#### 動物世界の中で描かれる作品
動物の世界の中で、動物たちが共通の言葉を話しストーリーを展開していく作品は、手塚治虫の『ジャングル大帝』が代表的である。1950年（昭和25年）に連載がスタートしたこの作品は、白いライオン「レオ」を主軸にジャングルに暮らす動物たちの活躍を描き、アニメ化されるなど大人気を博した。
1960年以降で動物漫画家と称されるにふさわしい存在として石川球太がいる。当時、野性味溢れる犬を描かせたら右に出るものはいないと言われた漫画家で、そうした作品を数多く残している。とりわけ戸川幸夫原作の『牙王物語』を原作とする『牙王』（1965年：週刊少年マガジン連載）は、手塚治虫に代表される擬人化された動物とは一線を画す作品として異彩を放つ。石川の路線は、弟子であった谷口ジローに引き継がれた。
一方、手塚治虫とも石川球太とも異なる「動物を巧みに描ける漫画家」の一人としてガンケオンムがいる。1968年から1969年にかけて「COM」（虫プロ商事発行）誌上に発表された『よわむしゴリラ』や『動物園で見た赤とんぼ』『ひとりぼっちのきつね』などの作品は、当時10歳代であったにもかかわらず、手塚治が唸ったと言われる確かな画力で動物の動きをみごとに捉えている。
1983年（昭和58年）には、『週刊少年ジャンプ』で『銀牙 -流れ星 銀-』が始まり、獰猛な熊に立ち向かうために各地を転戦する野犬たちの友情や愛を描き、異色の動物漫画として人気を集めた。作者の高橋よしひろは、他にも主に犬を主人公とした動物漫画を数多く手がけ「動物漫画家」とも呼ばれることもある。
2010年には、『週刊少年チャンピオン』において、所十三により、地質時代に生存した恐竜を主人公にした『AL』が連載され、草食恐竜たちが団結して肉食恐竜と戦う物語が描かれた。2016年には、同じく『週刊少年チャンピオン』において、板垣巴留（いたがき・ぱる）による作品、『BEASTARS』の連載が始まる。　この作品では、肉食動物と草食動物、それぞれの社会に特有な葛藤、イデオロギィの反発などが巧みに描かれている。「食らう者」と「食われる者」との捕食ー被食関係だけでなしに、「強い者・弱い者」、「守る者・守られる者」、「本能・愛情」などの関係を、いま一度考えることができ、また、真に「多様な人格/世界観が混ざり合う世界/社会」とは何か？という疑問へのヒントを与えてくれる作品である。

#### 人間世界の中で描かれる作品
動物を擬人化やデフォルメをせず、忠実に描いた動物漫画として、1961年（昭和36年）に白土三平が『小学六年生』で発表した『シートン動物記』がある。これは子どもの頃から動物好きであった白土が、幼い頃に夢中で読んだアーネスト・トンプソン・シートンの『シートン動物記』のオマージュとして描かれている。5本の短編作品からなり、白土がデビュー当時に描いていたようなディズニー作品ふうの擬人化された動物を廃し、リアリティのある動物描写が特徴である。映像などの動物資料がまだ少なくビデオなども存在しなかった時代であり、白土は動物園に出向いたりテレビに映し出される動物の映像を写真に撮影するなどの苦労を重ねて、写実的な動物描写に取り組んだ。
1972年には、『週刊少年ジャンプ』で、飯森広一が飼育係の青年を主人公にした『ぼくの動物園日記』を連載開始した。この作品は西山登志雄をモデルに、飼育係という仕事を通して動物を描いている。こうした動物相手の仕事をテーマにした作品はその後も生まれた。
1988年（昭和63年）には、『花とゆめ』で獣医学部に通う主人公たちとそのペットの動物たちを描いた『動物のお医者さん』（作・佐々木倫子）の連載が始まり、獣医学部を志望する学生の増加や、作品に登場するシベリアン・ハスキーが大人気となるなどの社会現象が起こった。
また同1988年には、飼育日記ふうにハムスターの生態を綴った大雪師走のノンフィクション作品『ハムスターの研究レポート』が発表され、数年後のハムスターブームに一役を買った。この作品の特徴は、対象となるハムスターへの丁寧な観察にあり、「動物漫画にありがちな、擬人化をやめて、観察のスタンスを崩さなかったこと」が作品の人気に繋がったと出版社は分析している。

## 動物を題材とした漫画作品
「Category:動物を題材とした漫画作品」「Category:恐竜を題材とした漫画作品」を参照。